# 生命之泉

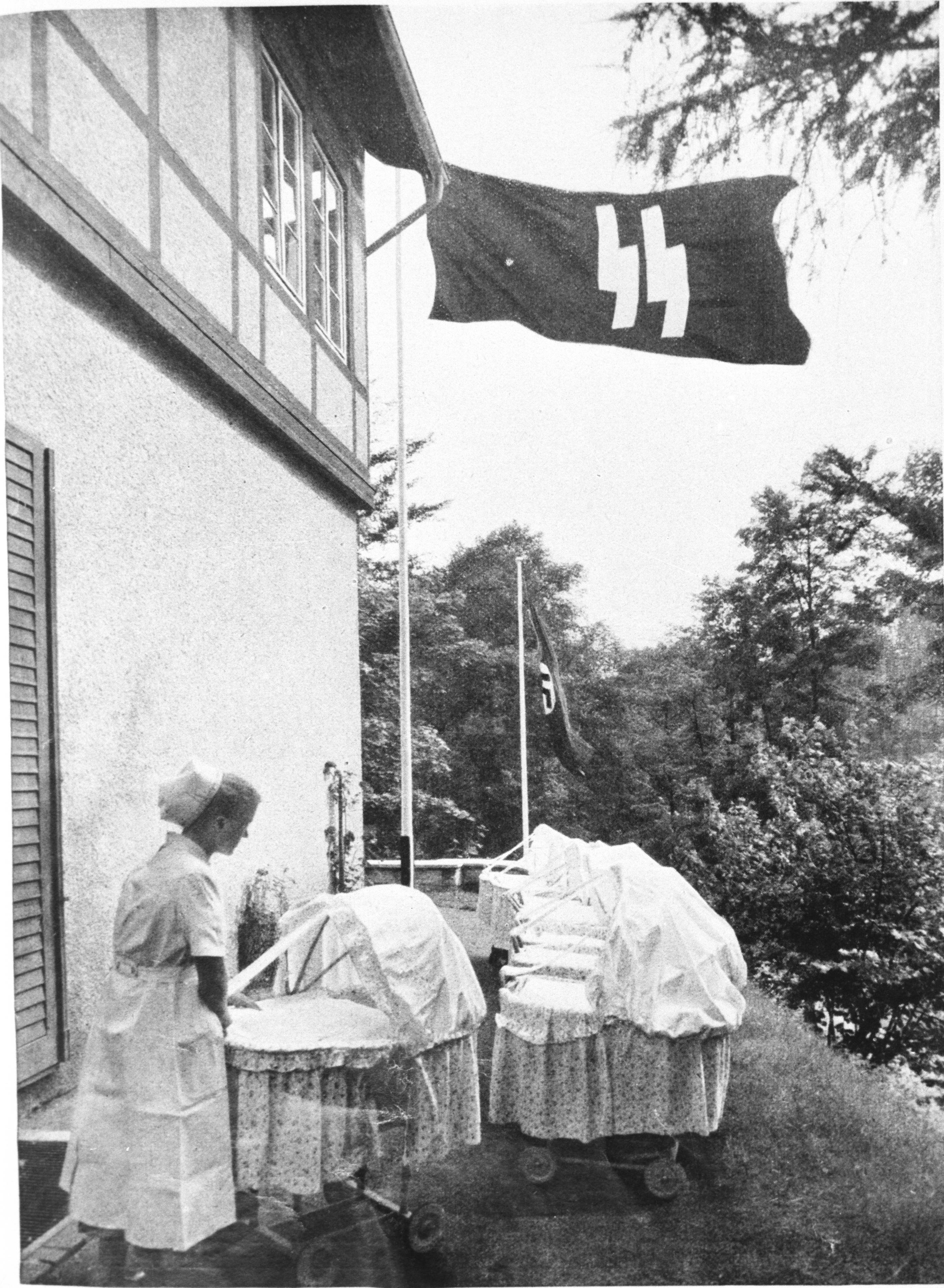
1943年的生命之泉育儿所

生命之泉（德語：Lebensborn e. V.），是纳粹德国时期一个拥有党卫队和政府背景的注册机构。该组织成立于1935年，其目标是按照纳粹種族優生理论进行试验，以提高“雅利安人”（北歐人種）子女的出生率。该组织在1935年以前是党卫队黨衛隊人種與移居部的一个机构，后由党卫队全国领袖个人参谋部直接管理。
生命之泉安排未婚妇女匿名生育，并将这些孩子由“种族纯洁健康”的父母领养，这些孩子大多被送至党卫队成员的家庭中。生命之泉亦会对部分成员家庭提供福利支持。第二次世界大战期间，生命之泉在欧洲占领区的德国族裔中筛选“种族合格”的孤儿并安排他们由雅利安家庭领养。

## 背景
生命之泉成立于1935年12月12日，总部设在慕尼黑，其目标是应对德国下降的出生率并实践纳粹种族优生学。该机构是亲卫队的一个下属办公室，属党卫队人种与移居部管理。1938年后改为党卫队全国领袖个人参谋部下属，受希姆莱直接管辖。1939年，成员数达到8,000人，其中3,500人是党卫队领导人。
1936年9月13日，希姆莱向党卫队成员阐述了生命之泉的职责：
生命之泉组织协助党卫队领导者筛选合格的孩子并安排收养。生命之泉由我个人指导，是党卫队人种与移居部的一部分，有以下责任：
1. 协助种族、生理和遗传上有价值的家庭生育更多子女。
2. 安排并照料种族、生理和遗传上有价值的孕妇，在由党卫队人种与移居部对其家庭和祖先进行彻底检查后，将可生育同样具备种族价值的孩子。
3. 照顾孩子
4. 照顾孩子们的母亲

对中央机构的所有领导人而言，成为生命之泉一员是光荣的职责。申请须在1936年9月23日前完成。

## 战后
虽然二战末期纳粹德国物资匮乏，但直到纳粹德国投降，生命之泉机构养育的孩子都得到良好的对待。他们有充足的户外活动时间、每天洗两次澡，护士们会确保他们吃下所有食物。纳粹德国投降后，为生命之泉服务的护士往往受到当地社区的排挤。人们殴打她们、将她们头发剃光，或是索性把她们赶出社区。而生命之泉机构养育的孩子也往往受到社会的排斥。在挪威，曾经在生命之泉机构生活的幸存者表示战后他们常常被欺负、强奸、凌虐，甚至遭到挪威政府的迫害。例如，瑞典ABBA乐团成员之一安妮-弗瑞德·林斯塔德，父亲是纳粹德国军人、母亲是挪威人，战争期间曾被送到生命之泉养育。战后，为了逃避挪威政府的迫害，她的外祖母带她移民到了瑞典。
21世纪初，一群战争期间曾有被生命之泉抚养经历的人士因认为受到挪威政府迫害而向欧洲人权法院提告挪威政府，但欧洲人权法院2008年裁定，因案件超过追诉期限而不予受理。不过后来，挪威政府给予了这些人每人约合10,000欧元的补偿。
战后对纳粹德国的审判表明，生命之泉养育的小孩大都并非如先前所想是绑架来的。虽然确实有人将小孩绑架到生命之泉，但这些人并非是生命之泉的成员。